# Universitas Lampung
Universitas Lampung är ett universitet i Indonesien.   Det ligger i provinsen Lampung, i den västra delen av landet, 200 km nordväst om huvudstaden Jakarta. 